# 馬科韋 (紹斯特卡區)
51°50′3″N 33°37′28″E / 51.83417°N 33.62444°E
馬科韋（烏克蘭語：Макове）是位於烏克蘭東北部的村莊，由蘇梅州紹斯特卡區的紹斯特卡市鎮負責管轄。該村處於紹斯特卡河左岸，分別距離索比切韋5公里和哈馬利伊夫卡2.5公里，海拔高度152米，2001年人口499。